# Cal cu mânere

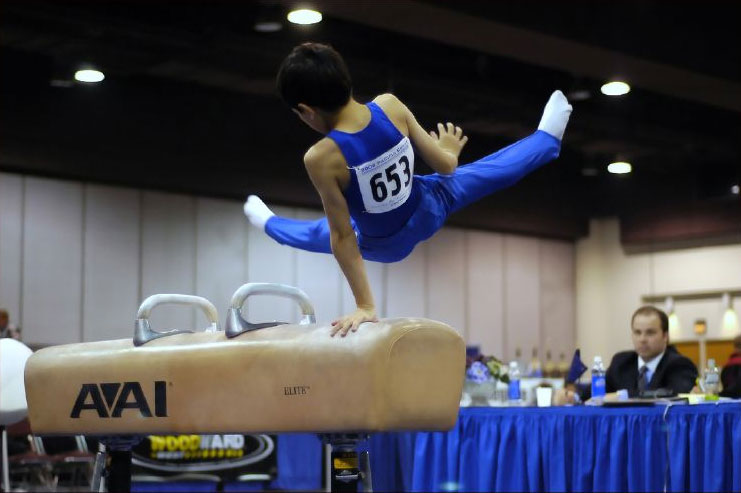
Un gimnast la cal cu mânere.

Calul cu mânere este un aparat de gimnastică, utilizat tradițional de gimnaști datorită utilizării intensive a forței fizice.
Original cadrul era confecționat din metal, iar pentru partea folosită ca exercițiu au fost folosite ca materiale lemnul și respectiv pielea. Astăzi cadrul poate fi realizat din materiale compozite, iar partea destinată exercițiului poate din realizată din materiale plastice, acoperite cu materiale sintetice.

## Istoric
Precursorul calului cu mânere de azi a fost folosit cu multe secole în urmă ca obiect de antrenament pentru soldați pentru practicarea încălecării și descălecării.

## Dimensiuni
Dimensiunile standard ale aparatului sunt publicate de către Federația Internațională de Gimnastică în broșura Apparatus Norms.
- Înălțime - 115 cm, care includ 20 cm pentru aterizare pe saltea
- Lungime - 160 cm
- Lățime - 35 cm
- Înălțimea mânerelor - 12 cm
- Distanța dintre mânere - între 40 cm și 45 cm (ajustabilă)

## Notare și reguli
Arbitrii notează atât exercițiile impuse cât și cele libere conform unui cod bazat pe dificultate, execuție, tehnică și compoziție. Depunctările se bazează pe erori de execuție, formă fizică precară, dezechilibrări, aterizări greșite, ș.a.m.d.. Orice cădere este automat depunctată cu 0,5 puncte la nivele obișnuite ale gimnasticii și cu 0,8 puncte la nivele de elită ale gimnasticii europene, mondiale și olimpice.

### Notarea la campionatele mondiale și la Jocurile Olimpice

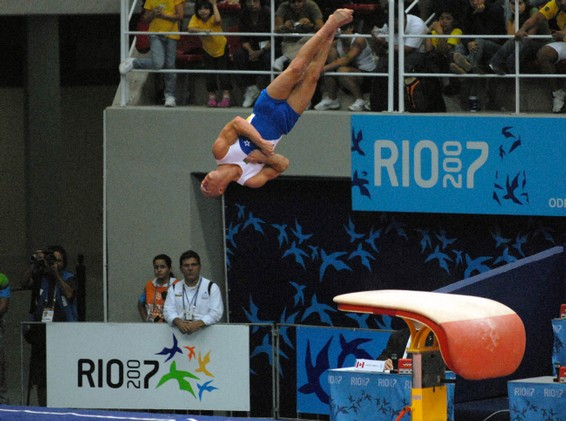
Diego Hypólito performing a double twisting Yurchenko.